# Halina Lerman
Halina Lerman (ur. 22 lipca 1928 w Szopienicach, zm. 20 marca 2013 w Katowicach) – polska malarka-kolorystka, długoletnia członkini i działaczka Związku Polskich Artystów Plastyków (ZPAP).

## Życiorys
Od 1947 studiowała na Akademii Sztuk Pięknych w Krakowie na Wydziale Grafiki w Katowicach, uzyskując dyplom w 1955. działała w Polskim Związku Artystów Plastyków w Katowicach, w latach 1995–2003 była członkiem Zarządu PZAP. Swoje prace prezentowała na licznych wystawach w tym 40 indywidualnych zarówno w kraju jak i za granicą (Niemcy oraz Holandia). Obrazy artystki znajdują się w zbiorach Muzeum Śląskiego w Katowicach, Galerii Sztuki Współczesnej BWA w Katowicach, a także Raciborzu, Opolu oraz prywatnych kolekcjach w Polsce i na świecie.
Pogrzeb artystki odbył się 27 marca 2013, na cmentarzu przy ul. H. Sienkiewicza w Katowicach.

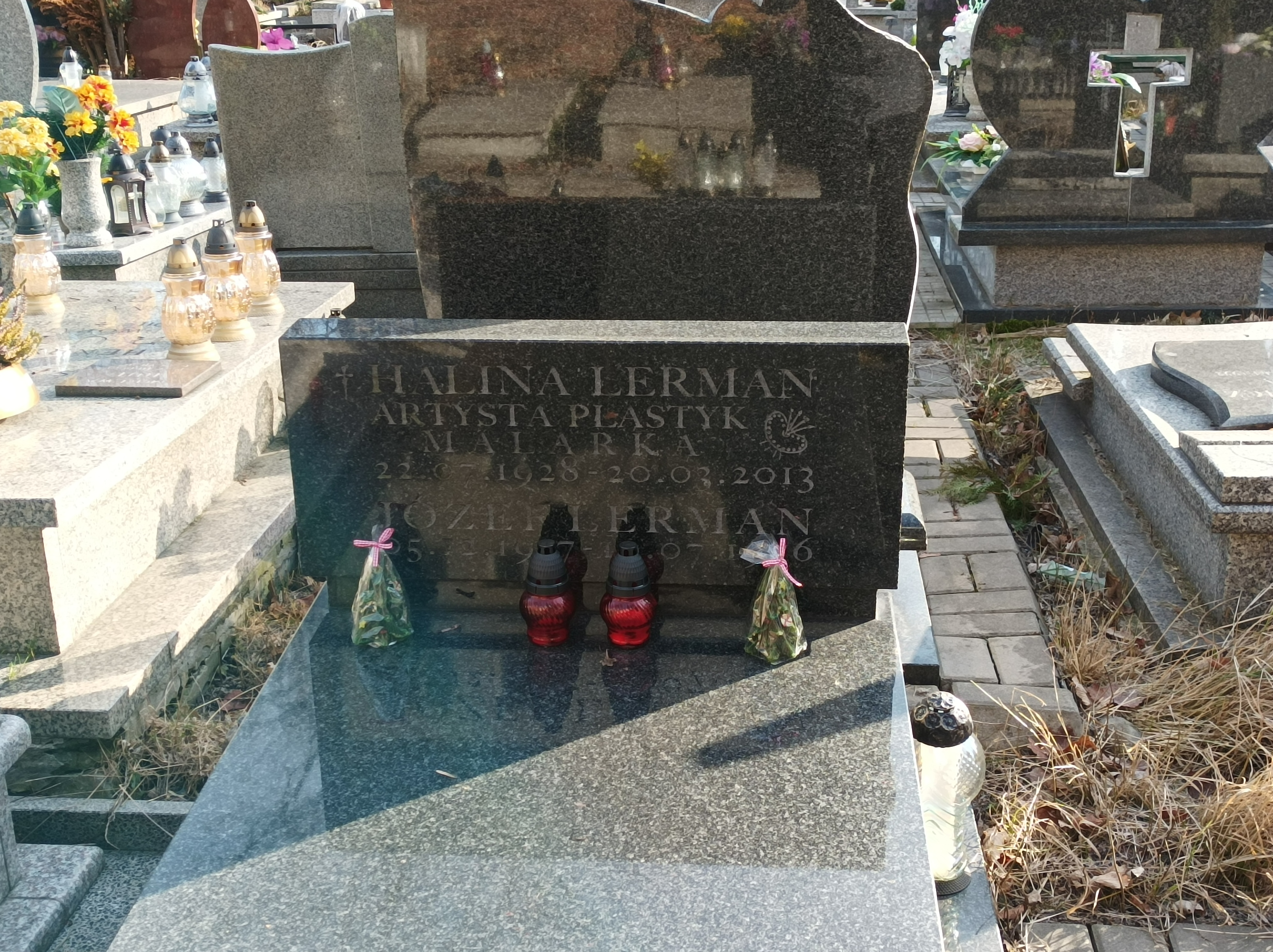
Grób Haliny Lerman na cmentarzu przy ul. Sienkiewicza w Katowicach

Od 2014 imię Haliny Lerman nosi skwer w Katowicach-Szopienicach.